# Scale-invariant feature transform

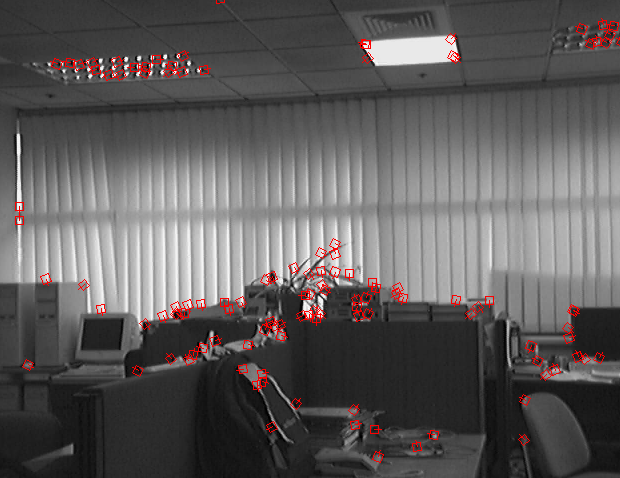
Nyckelpunkter i en bild

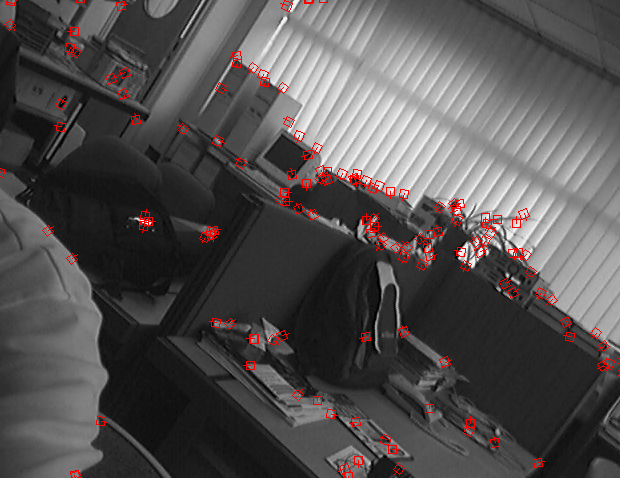
Nyckelpunkter av samma scen, men från ett annat håll. SIFT används till att hitta korrespondenser.

Scale-invariant feature transform (SIFT) är en algoritm i datorseende för att extrahera intressepunkter med associerade lokala histogram över lokala gradientriktningar, vilka är rimligt väl opåverkade av skala, rotation och belysning. Algoritmen presenterades 1999 av David Lowe. De s.k. intressepunkterna, som möjliggör skalinvarians, extraheras på ett sätt som utgör en approximation till intressepunktsoperatorer som tidigare utvecklats inom skalrumsteori (se nedan).

## Tillämpningar
SIFT används till att finna korrespondenser mellan punkter i två eller flera bilder; matchning. Detta kan användas inom flera tillämpningar, till exempel bildregistrering.

### Objektigenkänning
Genom att för ett objekt bygga upp en databas med tillhörande SIFT-punkter kan objektet hittas i en godtycklig bild. Träffar mellan bildens och objektets punkter kan hittas och verifieras genom en kontroll mot objektets geometri.

### Panorama
Genom att hitta korrespondenser mellan två delvis överlappande bilder kan avbildningen mellan bilderna uppskattas. Efter att avbildningen är uppskattad kan bilderna sys ihop till en enda stor bild. SIFT har framgångsrikt använts till att skapa panoraman helt automatiskt.